# تومي أوهايفر
تومي أوهايفر (بالإنجليزية: Tommy O'Haver)‏ (و. 1968  م) هو مخرج أفلام، وكاتب سيناريو، وممثل أمريكي، ولد في إنديانابوليس.

## التعليم
تعلم في جامعة كاليفورنيا الجنوبية، وتعلم في كلية جامعة جنوب كاليفورنيا للفنون السينمائية ‏
.

## وصلات خارجية
- تومي أوهايفر على موقع IMDb (الإنجليزية)
- تومي أوهايفر على موقع ألو سيني (الفرنسية)
- تومي أوهايفر على موقع أول موفي (الإنجليزية)
- تومي أوهايفر على موقع قاعدة بيانات الأفلام السويدية (السويدية)
- تومي أوهايفر على موقع قاعدة بيانات الفيلم (الإنجليزية)
- تومي أوهايفر على موقع كينوبويسك (الروسية)